# Фесюра Олексій Вікторович
Олексі́й Ві́кторович Фесю́ра — молодший сержант Збройних сил України.
Розвідник, у складі 58-ї бригади брав участь у боях за Авдіївку, зазнав важких поранень.

## Нагороди
За особистий внесок у зміцнення обороноздатності Української держави, мужність, самовідданість і високий професіоналізм, виявлені під час виконання військового обов'язку, та з нагоди Дня Збройних Сил України нагороджений орденом «За мужність» III ступеня (2.12.2016).